# Göttinger Krawalle
Die Göttinger Krawalle waren Auseinandersetzungen zwischen Göttinger Verbindungsstudenten und Mitgliedern des Nationalsozialistischen Deutschen Studentenbundes (NSDStB) im Juli 1934, die sich daran entzündeten, dass die Verbindungsstudenten trotz Verbots in der Öffentlichkeit Mützen und Bänder trugen.

## Vorgeschichte
Im Sommersemester 1934 kam es zu ersten größeren Zusammenstößen zwischen den Göttinger Studentenverbindungen und dem NSDStB, der Studentenvereinigung der Nationalsozialisten. Anfang Juni 1934 wurden von den Grundstücken der Verbindungen Fahnen entwendet. Als Reaktion darauf traten alle Verbindungsstudenten in der Öffentlichkeit mit Couleur auf. Viele der in Göttingen lebenden sogenannten Alten Herren schlossen sich diesem Vorgehen an.

## Verlauf
Am Abend des 10. Juli waren die Göttinger Verbindungsstudenten im Ratskeller versammelt. Auf dem Marktplatz versammelten sich die Mitglieder des NSDStB-Kameradschaftshauses Papendiek und forderten die Verbindungsstudenten zum Erscheinen auf dem Marktplatz auf. Als diese Aufrufe keine Wirkung zeigten, zog der NSDStB in einem geschlossenen Zug in den Ratskeller und machte sich dabei über die Verbindungen lustig. Da sie aber keinen Platz mehr fanden, bewegte sich der Zug wieder nach draußen. Begleitet wurde der Ausmarsch des NSDStB von den Verbindungsstudenten mit dem Lied „Muß i denn…“.
Auf dem Marktplatz indes wurden einige Verbindungsstudenten von Mitgliedern des NSDStB angegriffen. Sobald dies im Ratskeller bekannt wurde, leerte sich der Ratskeller rasch und es kam zu einer Schlägerei auf dem Marktplatz, bei dem der NSDStB den Kürzeren zog.
Die meisten der Verbindungsstudenten saßen bereits wieder im Ratskeller, als auf dem Marktplatz die Feuerwehr und die alarmierte SS eintrafen. Die auf dem Marktplatz verbliebenen Studenten machten sich über den Einsatz der Feuerwehr mit einer spontanen Strophe des Bullerjahn, einer traditionellen und sehr populären Göttinger Musikveranstaltung, lustig: „Ist Feuer, ist Feuer, ist Feuer in der Stadt; ist keiner da, ist keiner da, der eine Spritze hat?“. Später wurde das Wort „keiner“ durch „Gnade“ ersetzt, da der damalige Polizeisenator und spätere Göttinger Oberbürgermeister Albert Gnade den Einsatz der Feuerwehr angeordnet haben soll.
Als Reaktion auf die Gesänge gingen einige SS-Mitglieder mit ihren Dolchen gegen die Studenten vor. Die Polizei verhielt sich während der ganzen Angelegenheit untätig.
Am nächsten Tag fuhren die Studenten wie gewohnt nach Mariaspring, einem beliebten Ausflugslokal nördlich der Stadt, während der örtliche NSDStB-Führer erklärte, dass es seitens des NSDStB keinerlei Provokationen am Vorabend gegeben hätte. Als sie abends zurückkehrten, warteten in der Stadt schon verschiedene Gruppen des NSDStB und der Hitlerjugend auf sie. Es kam vor der Gaststätte Franziskaner zu einem erneuten Zusammenstoß. Wieder erschien die Feuerwehr und diesmal griff die Polizei mit Gummiknüppeln und gezogenen Säbeln ein. Zehn Studenten wurden festgenommen, aber nach wenigen Tagen ohne weitere Folgen wieder aus der Haft entlassen.

## Reaktionen, Folgen
Die Nachricht über die Zusammenstöße verbreitete sich rasch. Ein Straßburger Radiosender meldete etwas übertrieben: „Blutige Studentenkrawalle in Göttingen! Die Reichswehr ist Herr der Lage!“
Als Folge der Zusammenstöße wurden das Corps Brunsviga Göttingen und die katholische Verbindung AV Palatia Göttingen am 12. Juli 1934 vom Rektor der Universität suspendiert. Die Maßnahmen gegen Brunsviga wurden nach wenigen Tagen, die gegen Palatia am 18. Juli zum Semesterende wieder aufgehoben.
Die Göttinger Krawalle führten zusammen mit der Göttinger Maibaumaffäre Mitte Mai 1935 und dem Heidelberger Spargelessen Ende Mai 1935 zu einem Verbot der Mitgliedschaft in Korporationen für NSDStB-Mitglieder und schließlich zur Auflösung der Korporationen.

## Belege
1. ↑  AV Palatia Göttingen. Katholische Studentenverbindung im CV. Geschichte (Memento vom 9. Dezember 2007 im Internet Archive)
2. ↑  Paulgerhard Gladen: Gaudeamus igitur. Die studentischen Verbindungen einst und jetzt. 2., überarbeitete Auflage. Callwey, München 1988, ISBN 3-7667-0912-7, S. 47.
3. ↑  Konrad H. Jarausch: Deutsche Studenten. 1800–1970. (= edition suhrkamp. 1258 = Neue Folge 258. Neue historische Bibliothek.). Suhrkamp, Frankfurt am Main 1984, ISBN 3-518-11258-9, S. 172.